# La Chapelle-sur-Dun
La Chapelle-sur-Dun település Franciaországban, Seine-Maritime megyében. Lakosainak száma 162 fő (2022. január 1.). La Chapelle-sur-Dun Angiens, Blosseville, Le Bourg-Dun, La Gaillarde, Saint-Pierre-le-Vieux és Sotteville-sur-Mer községekkel határos.

## Népesség
A település népességének változása:
| Lakosok száma | 181  | 168  | 165  | 160  | 159  | 158  | 159  | 161  | 162  |
|               | 2013 | 2015 | 2016 | 2017 | 2018 | 2019 | 2020 | 2021 | 2022 |